# LaSalle Parish
LaSalle Parish is een parish in de Amerikaanse staat Louisiana.
De parish heeft een landoppervlakte van 1.616 km² en telt 14.282 inwoners (volkstelling 2000). De hoofdplaats is Jena.